# Erdei Zsolt
Erdei Zsolt, becenevén Madár (Budapest, 1974. május 31. –) egykori félnehézsúlyú és cirkálósúlyú profi ökölvívó világbajnok. A Magyar Ökölvívó-szakszövetség korábbi elnöke.

## Életpályája
1992-ben a Csanády Árpád Központi Sportiskolában érettségizett.
Felnőtt pályafutását 1995-ben kezdte a 75 kg-os mezőnyben, amatőrként 20 vereség mellett 212 győzelmet könyvelhetett el.
Nevelőedzői Szakos József és Fehér Mihály voltak, később Klein Csaba, majd Fritz Sdunek vezetésével ért el sikereket.
Legjobbnak tartott mérkőzését Budapesten, 1997. október 25-én Ariel Hernández ellen vívta. Profi pályafutását 2000. november 6-án kezdte, az Universum Box-Promotion versenyzőjeként. A hamburgi klub színeiben több, mint öt évig volt a WBO félnehézsúlyú világbajnoka. A német istálló menedzselésében 2009. november 21-én lépett utoljára a ringbe, amikor is – súlycsoportváltást követően – a WBC cirkálósúlyú világbajnoki övét is elhódította; szerződése 2010 júniusában járt le. Ugyanazon év nyarán három plusz két mérkőzésre szóló megállapodást kötött a világ egyik leghíresebb promóterével, Lou DiBellával, akinek segítségével megpróbált az amerikai bokszpiacra betörni. Sorozatos sérülései miatt 2011 őszén úgy döntött, egy ideig felhagy az ökölvívással.
2013. március 30-án visszatért az aktív bokszolók világába és ringbe szállt az egykori kick-box-os Gyenyisz Gracsovval – a találkozót Zsolt elvesztette.
2014. március 8-án a grúz Salva Dzsomardasvili legyőzésével megszerezte a WBO Európa-bajnoki címét, majd bejelentette visszavonulását.
Profi karrierje elején a népszerű német Scooter együttes Don't let it be me, később pedig a magyar Republic együttes Szállj el kismadár című dala volt a bevonulózenéje.
2017 áprilisában a Magyar Ökölvívó-szakszövetség elnökének választották.
2020 augusztusában a szakmai társelnöki posztjáról lemondott.

## Profi eredményei
- WBO félnehézsúlyú interkontinentális bajnok (2002–2003)
- WBO félnehézsúlyú világbajnok (2004–2009)
- WBC cirkálósúlyú világbajnok (2009)
- WBO félnehézsúlyú Európa-bajnok (2014)

## Hivatásos mérkőzései
| Időpont              | Ellenfél             | Helyszín      | Eredmény                    |
| 2000. december 5.    | Philip Houthooft     | Hamburg       | T. K. O. gy. az 1. m-ben    |
| 2000. december 16.   | Willie McDonald      | Essen         | T. K. O. gy. a 2. m-ben     |
| 2001. január 27.     | Dennis McKinney      | München       | p. gy. 4 m-ben              |
| 2001. április 27.    | Henri Mobio Besse    | Hamburg       | K. O. gy. a 4. m-ben        |
| 2001. június 16.     | Olekszandr Gerasenko | Budapest      | p. gy. 4 m-ben              |
| 2001. augusztus 4.   | Dennis Matthews      | Las Vegas     | T. K. O. gy. a 3. m-ben     |
| 2001. szeptember 1.  | Julius Gal           | Berlin        | T. K. O. gy. a 2. m-ben     |
| 2001. november 3.    | Alban Girouard       | Lübeck        | K. O. gy. a 2. m-ben        |
| 2001. december 15.   | Jesse Corona         | Berlin        | T. K. O. gy. a 4. m-ben     |
| 2002. március 16.    | Anthony Stephens     | Stuttgart     | K. O. gy. a 2. m-ben        |
| 2002. június 29.     | Darren Whitley       | Atlantic City | p. gy. 6 m-ben              |
| 2002. augusztus 17.  | Roberto Coelho       | Berlin        | p. gy. 8 m-ben              |
| 2002. október 5.     | Jim Murray           | Debrecen      | K. O. gy. az 5. m-ben       |
| 2002. november 23.   | Juan Carlos Gimenez  | Dortmund      | T. K. O. gy. a 8. m-ben     |
| 2003. március 29.    | José Hilton Santos   | Dortmund      | T. K. O. gy. a 10. m-ben    |
| 2003. július 12.     | Massimiliano Saiani  | Leverkusen    | T. K. O. gy. a 7. m-ben     |
| 2003. szeptember 6.  | Juan Nelongo Pérez   | Szeged        | p. gy. 12 m-ben             |
| 2003. november 15.   | Ramdane Serdjane     | Bayreuth      | K. O. gy. az 1. m-ben       |
| 2004. január 17.     | Julio César González | Karlsruhe     | p. gy. 12 m-ben             |
| 2004. május 8.       | Hugo Hernán Garay    | Dortmund      | p. gy. 12 m-ben             |
| 2004. szeptember 11. | Alejandro Lacatus    | Budapest      | p. gy. 12 m-ben             |
| 2005. február 26.    | Hugo Hernán Garay    | Hamburg       | p. gy. 12 m-ben             |
| 2005. október 22.    | Mehdi Sahnoune       | Halle         | K. O. gy. a 12. m-ben       |
| 2006. május 6.       | Paul Murdoch         | Düsseldorf    | T. K. O. gy. a 10. m-ben    |
| 2006. július 29.     | Thomas Ulrich        | Oberhausen    | p. gy. 12 m-ben             |
| 2007. január 27.     | Danny Santiago       | Düsseldorf    | T. K. O. gy. a 8. m-ben     |
| 2007. június 16.     | George Blades        | Budapest      | T. K. O. gy. a 11. menetben |
| 2007. november 24.   | Tito Mendoza         | Drezda        | p. gy. 12 m-ben             |
| 2008. április 26.    | DeAndrey Abron       | Drezda        | p. gy. 12 m-ben             |
| 2009. január 10.     | Jurij Barasjan       | Magdeburg     | p. gy. 12 m-ben             |
| 2009. november 21.   | Giacobbe Fragomeni   | Kiel          | p. gy. 12 m-ben             |
| 2010. november 20.   | Samson Onyango       | Atlantic City | p. gy. 8 m-ben              |
| 2011. június 5.      | Byron Mitchell       | Atlantic City | T. K. O. gy. a 6. m-ben     |
| 2013. március 30.    | Gyenyisz Gracsov     | Monte-Carlo   | p. v. 10 m-ben              |
| 2014. március 8.     | Salva Dzsomardasvili | Kecskemét     | p. gy. 10 m-ben             |

## Profi mérlege
- 34 győzelem – 1 vereség – 18 KO/TKO

## Díjai, elismerései
- A Magyar Köztársasági Érdemrend tisztikeresztje (2007)
- Prima díj (2010)
- Budapestért díj (2011)
- Csik Ferenc-díj (2014)[6]
- Nemzeti Sport karrierdíj (2014)[7]

## Filmek
- Budapest Noir (2017)

## Családja
2005 és 2012 között a spanyol-osztrák származású Arabella Del Mar Stanziggal élt házasságban. Fiuk, Viktor 2006-ban született. 2013 óta párja Dudás Réka, kislányuk, Gréta 2014 májusában, a vártnál jóval korábban jött a világra. Harmadik gyermeke, Vilmos 2017-ben született.